# 猛鬼屋 (1999年電影)
《猛鬼屋》（英語：House on Haunted Hill）是1999年上映的一部美國恐怖片。由威廉·马隆執導，翻拍自1959年的同名電影。它是黑暗城堡娱乐的第一部恐怖片，並獲得了商業上的成功。2007年，該片的續作《重返猛鬼屋》發行。

## 外部連接
- 官方网站
- 互联网电影数据库（IMDb）上《House on Haunted Hill》的资料（英文）
- AllMovie上《House on Haunted Hill》的资料（英文）